# Alfons Becker

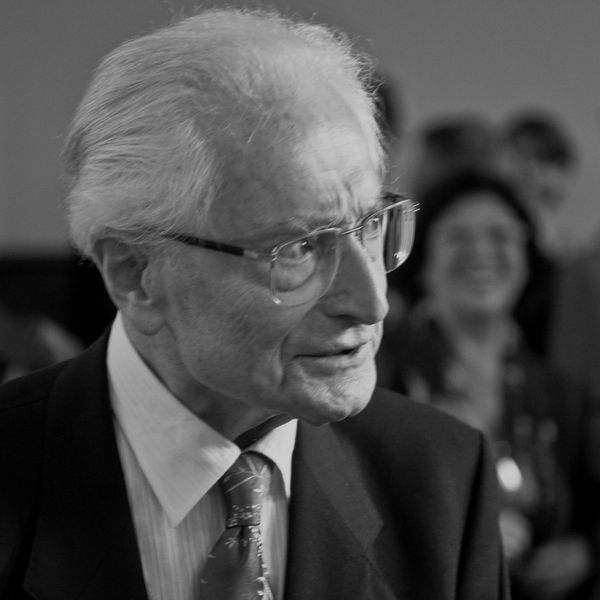
Alfons Becker, aufgenommen von Ernst-Dieter Hehl im Jahr 2011.

Alfons Becker (* 22. Juni 1922 in Radolfzell am Bodensee; † 11. August 2011 in Mainz) war ein deutscher Historiker. Er lehrte von 1964 bis zu seiner Emeritierung 1987 mittelalterliche Geschichte an der Universität Mainz.

## Leben und Werk
Alfons Beckers Vater August Becker war Chefredakteur des Fränkischen Volksblatts und stand als Journalist dem politischen Katholizismus nahe. In der Zeit des Nationalsozialismus kam August Becker in „Schutzhaft“ und wurde ausgewiesen. Die Familie zog daraufhin zu Verwandten ins Saarland. Nach dem Krieg wurde der Vater von Alfons Becker Pressereferent in Neustadt an der Weinstraße, starb jedoch bereits 1951.
Alfons Becker studierte 1940 ein Semester Philosophie an der Philosophisch-theologischen Hochschule Eichstätt, bevor er zum Kriegsdienst eingezogen wurde. Nach dem Zweiten Weltkrieg und der französischen Kriegsgefangenschaft nahm er im April 1947 sein Studium an der wiedereröffneten Universität Mainz neu auf. Er belegte die Fächer Geschichte, Deutsch, Französisch und Philosophie. Nach drei Semestern wechselte er an die Universität des Saarlandes. Seine akademischen Lehrer waren Eugen Meyer, Jacques Moreau und Jean-Baptiste Duroselle. Sein erstes Staatsexamen legte er 1951 ab. Von 1952 bis 1957 war er Wissenschaftlicher Assistent in Saarbrücken. Becker wurde 1954 an der Universität des Saarlandes über das Investiturproblem in Frankreich zum Dr. phil. promoviert. Von 1951 bis 1961 war er wissenschaftlicher Mitarbeiter in Saarbrücken. Im Jahr 1961 habilitierte er sich in Saarbrücken mit dem ersten Teil seiner Biographie über den Kreuzzugspapst Urban II.: Herkunft und kirchliche Laufbahn. Der Papst und die lateinische Christenheit.  Nach seiner Habilitation war Becker Assistent in Saarbrücken und lehrte dort von 1961 bis 1965 als Privatdozent. Zum Wintersemester 1964/65 trat er an der Mainzer Johannes Gutenberg-Universität die Nachfolge von Eugen Ewig an und lehrte dort von 1965 bis zu seiner Emeritierung 1987 als ordentlicher Professor für Mittlere (mittelalterliche) Geschichte. Sein Vorgänger hatte sich dem Frühmittelalter und dabei vor allem den Merowingern gewidmet. Durch Becker verlagerte sich fortan der Forschungsschwerpunkt der Professur auf das 11. und 12. Jahrhundert. Becker hatte wesentlichen Anteil an der institutionellen Etablierung des Fachgebiets Byzantinistik im Historischen Seminar. So wurde eine Professur für Byzantinistik neu eingerichtet. Zu Beckers bedeutendsten akademischen Schülern gehörten Jörg W. Busch, Ernst-Dieter Hehl, Hubertus Seibert und Franz Staab. Die von Becker vergebenen Themen behandelten vor allem das 11. und 12. Jahrhundert. Es bildete sich jedoch keine Schule im Sinne eines Kreises von Schülern mit einem gemeinsamen Forschungsgebiet heraus. Sein Nachfolger in Mainz wurde Stefan Weinfurter.
Beckers Dissertation wurde auch noch Jahrzehnte nach ihrer Veröffentlichung von Jochen Johrendt (2018) als das Standardwerk zum Investiturstreit in Frankreich angesehen. Die Erforschung Papst Urbans II. wurde Beckers wissenschaftliches Lebenswerk. Den ersten Teil von dessen Biographie hat er 1961 als Habilitationsschrift vorgelegt. Im Jahr 1988 folgte der zweite Teil: Der Papst, die griechische Christenheit und der Kreuzzug. Becker löste sich darin von der bisherigen deutschsprachigen Papstgeschichtsforschung, die sich vor allem mit dem Verhältnis von Kaiser und Papst im Investiturstreit befasst hat. In der Forschung setzte bald nach der Veröffentlichung des ersten Teils in der deutschen Forschung ein verstärktes Interesse am Thema Papst-Biographie ein. Kurz vor seinem Lebensende konnte Becker mit dem dritten Teil Ideen, Institutionen und Praxis eines päpstlichen regimen universale seine umfassende Lebensbeschreibung Urbans II.  vollenden.
Becker war verheiratet, lebte in Mainz-Bretzenheim und hinterließ drei Töchter.

## Schriften (Auswahl)
- Papst Urban II. (1088–1099). 3 Teile. 1964–2012.
  - Teil 1: Herkunft und kirchliche Laufbahn, Der Papst und die lateinische Christenheit (= Schriften der MGH. Bd. 19/I). Hiersemann, Stuttgart 1964.
  - Teil 2: Der Papst, die griechische Christenheit und der Kreuzzug (= Schriften der MGH. Bd. 19/II). Hiersemann, Stuttgart 1988, ISBN 3-7772-8802-0.
  - Teil 3: Ideen, Institutionen und Praxis eines päpstlichen regimen universale (= Schriften der MGH. Bd. 19/III). Hiersemann, Stuttgart 2012, ISBN 978-3-7752-2200-6 (Rezension bei Sehepunkte).
- Studien zum Investiturproblem in Frankreich. Papsttum, Königtum und Episkopat im Zeitalter der gregorianischen Kirchenreform (1049–1119) = Etudes sur le problème des investitures en France. Papauté, royauté et épiscopat à l'époque de la réforme grégorienne (1049–1119). West-Ost-Verlag, Saarbrücken 1955.